# Fosfato
En química, un fosfato es un anión, una sal, un grupo funcional o un éster derivado del ácido fosfórico. Tienen en común un átomo de fósforo rodeado por cuatro átomos de oxígeno en forma tetraédrica. También reciben el nombre de ortofosfatos, por derivar de la forma más hidratada de los oxiácidos de fosforo(V), el ácido ortofosfórico, H3PO4. La denominación fosfato también incluye a las sales procedentes de la neutralización parcial del ácido fosfórico; es decir los fosfatos monoácido (HPO42-) y los fosfato diácido (H2PO4-).
|                           |
| Fosfato diácido; H 2PO− 4 |

|                            |
| Fosfato monoácido; HPO2− 4 |

|                 |
| Fosfato; PO3− 4 |

Las sales que forman estos tres aniones reciben el nombre de primarias o monometálicas, secundarias o bimetálicas y terciarias o trimetálicas, respectivamente, siempre con respecto al metal monovalente.
Los ortofosfatos son especialmente importantes entre los diversos fosfatos debido a sus funciones clave en la bioquímica, la biogeoquímica y la ecología, y a su importancia económica para la agricultura y la industria.  La adición y eliminación de grupos fosfato (fosforilación y desfosforilación) son pasos clave en el metabolismo celular. Los aniones fosfato tienen la propiedad de condensarse formando cadenas llamadas polifosfatos y que constituyen una reserva energética celular de los seres vivos, ya que pueden liberarse y proporcionar la energía necesaria para llevar a cabo muchas reacciones bioquímicas que se producen en el interior de las células.

## Propiedades químicas
El ion fosfato tiene una masa molar de 94,97 g/mol y está formado por un átomo central de fósforo rodeado de cuatro átomos de oxígeno en una disposición tetraédrica. Al tratarse el ácido ortofosfórico de un ácido triprótico, puede ser neutralizado por las bases de forma parcial o total, por lo que los fosfatos pueden ser de tres tipos; fosfatos monoácidos o hidrógeno fosfatos, HPO42-, fosfatos diácidos o dihidrógeno fosfatos, H2PO4- y fosfatos neutros o simplemente ortofosfatos. Al provenir de un ácido moderadamente débil en su primera ionización (pKa1 = 2,21), los fosfatos diácidos se comportan frente al agua como un ácido débil, por lo que la disolución de sus sales dan lugar a pH ácido (aprox. de 4). Por el contrario, los fosfatos monoácidos y los ortofosfatos, al ser el ácido fosfórico un ácido débil o muy débil en la segunda y tercera ionización (pKa2 = 7,21 y  pKa3 = 12,66, respectivamente), las disoluciones de estos últimos presentan reacción básica por hidrólisis con el agua.
Los fosfatos de metales alcalinos, excepto el de litio y los de amonio son solubles en agua a temperatura y presión estándar. Entre los fosfatos de los metales alcalinotérreos, solo son solubles los fosfatos ácidos que tienen dos hidrógenos sin sustituir, los demás son insolubles o muy poco solubles. Es resto de los fosfatos metálicos, independientemente del grado de sustitución, son prácticamente insolubles, aunque sí lo son en ácidos inorgánicos fuertes no muy diluidos, con la excepción de los de circonio y titanio. Por regla general, los fosfatos de hidrógeno y dihidrógeno son ligeramente más solubles que los fosfatos correspondientes.
El fosfato puede formar muchos iones poliméricos, como el pirofosfato, (P2O7)4−, y el trifosfato, (P3O10)5−. Los diversos iones metafosfato (que suelen ser polímeros lineales largos) tienen una fórmula empírica de (PO3)−y se encuentran en muchos compuestos.

## Presencia natural

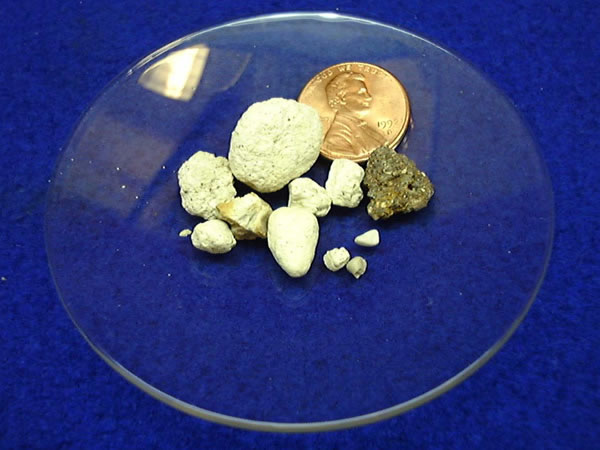
Rocas de fosfato junto a una moneda para comparar su tamaño.

Los ortofosfatos,  PO43-,se encuentran ampliamente distribuidos en la naturaleza, sobre todo en forma de apatita  y en depósitos de fosforita, una roca sedimentaria no detrítica que contiene altas cantidades de minerales fosfatados diversos que pueden incluir tanto productos de alteración de diversos minerales fosfóricos como restos de animales o de excrementos de aves (guano).  En general, los aniones fosfato y diversos compuestos organofosforados forma parte de los organismos vivos, tanto a nivel estructural, como huesos y dientes, como a nivel celular, donde están involucrados en numerosa reacciones bioquímicas, constituyendo una reserva energética necesaria para llevar a cabo numerosas reacciones celulares. Es por ello que los fosfatos son constituyentes esenciales en todos los seres vivos.  En consecuencia, también son compuestos indispensables en la formulación de los abonos minerales, pues su ausencia limita el crecimiento de las plantas. Sin embargo, el fosfato mineral que se encuentra en la naturaleza, básicamente fosfato tricálcico, al ser muy poco soluble en agua es de difícil asimilación por las plantas. En consecuencia, en la formulación de fertilizantes, los fosfatos naturales obtenidos de los depósitos geológicos, son convertidos en otras formas de fosfato de mayor solubilidad, como el dihidrógeno fosfato de calcio, proceso en el que se utiliza ácidos minerales fuertes, como  ácido sulfúrico:
{\displaystyle {\ce {Ca3(PO4)2 + 2H2SO4 -> Ca(H2PO4)2 + 2CaSO4}}}
La mezcla resultante recibe el nombre de superfosfato de cal. Como el sulfato de calcio que le acompaña no tiene efectos fertilizantes, actuando como materia inerte, en los procesos modernos de producción de fertilizantes fosforados, el ácido sulfúrico se sustituye por ácido fosfórico:
{\displaystyle {\ce {Ca3(PO4)2 + 4H3PO4 -> 3Ca(H2PO4)2}}}
obteniéndose el fertilizante denominado superfosfato triple.
Los fosfatos forman una parte importante de la carga en las aguas residuales. Pueden ser eliminados, en parte, por métodos fisicoquímicos precipitándolos con cloruro férrico, FeCl3 o son retenidos en los fangos activos que se separan y luego pueden ser reconvertidos en compost para abonos orgánicos.

## Fosfatos en la materia viva

Estructura del grupo fosfato.

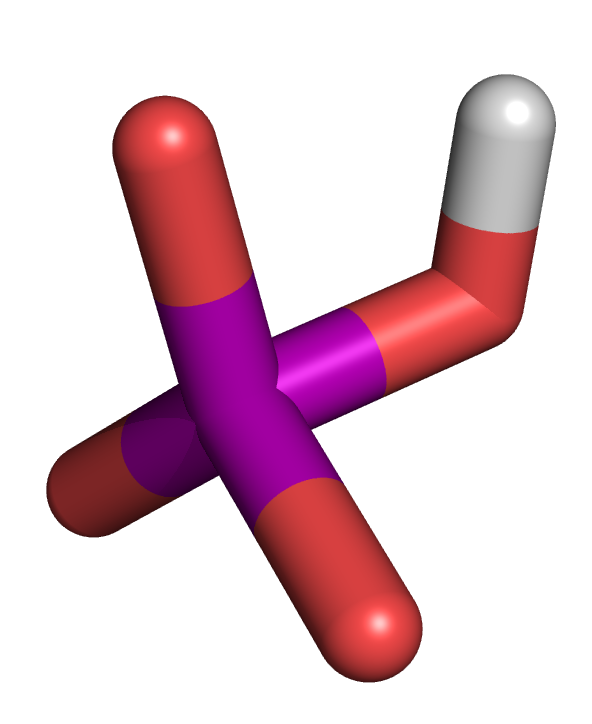
Fosfato inorgánico
H_{}PO_{4}^{2−}; elementos: P (púrpura); O (rojo); H (blanco).

En sistemas biológicos, se encuentra fosfato como ion libre en solución, llamado fosfato inorgánico, en distinción del fosfato enlazado en varios ésteres de fosfato. El fosfato inorgánico generalmente se denota Pi y a pH fisiológico (neutral) consiste principalmente en una mezcla de iones HPO42− y H2PO4−.
El fosfato inorgánico puede obtenerse por hidrólisis del pirofosfato (PPi):
{\displaystyle {\ce {P2O7^4- + H2O <=> 2HPO4^2-}}}
Sin embargo, los fosfatos se encuentran más comúnmente en formas de adenosín fosfato (AMP, ADP y ATP) y pueden ser liberados por la hidrólisis del ATP o ADP. Existen reacciones similares para los otros nucleótidos. El enlace fosfoanhidrido del ADP y ATP u otros nucleótidos difosfatos o trifosfatos, contiene una gran cantidad de energía que les confiere su papel vital en todos los organismos vivos. Son llamados fosfatos de alta energía, como el sistema fosfágeno del tejido muscular. Adicionalmente, a su uso de "moneda" energética, la adición o remoción de grupos fosfatos en proteínas es una estrategia esencial en la regulación metabólica de todas las células.
El fosfato forma parte de los nucleótidos, los monómeros en que se basa la composición del ADN y demás ácidos nucleicos. También hay fosfato en la composición de algunos lípidos formadores de membranas, como los fosfoglicéridos, donde su elevada constante de ionización contribuye a la carga eléctrica de la «cabeza hidrófila».

## Los fosfatos orgánicos
Los fosfatos orgánicos son ésteres del ácido fosfórico, y por ello se caracterizan por ser moléculas más complejas que otros fosfatos. Se sintetizan convenientemente por reacción de O=PCl3 con los alcoholes correspondientes en presencia de una base. Muchos de estos ésteres son neurotóxicos y guardan una estrecha relación con los gases nerviosos y algunos insecticidas. Sin embargo algunos se han empleado para ablandar plásticos como el PVC.

## Los trifosfatos
Los trifosfatos 2-O3P-O-PO2--O-PO32- (sales del anhidruro formado por tres grupos de fosfato) se utilizan en los detergentes para ablandar el agua, ya que enmascaran el calcio formando un complejo y evitan así su precipitación. Con el tiempo hidrolizan para dar ortofosfatos que contribuyen a la eutrofización de las aguas superficiales. Por esto se intenta sustituir los trifosfatos por resinas orgánicas o zeolitas que igualmente atrapan el calcio y no tienen este efecto perjudicial.

## Producción mundial
| 1.  | China          | 95,0 |
| 2.  | Marruecos      | 35,5 |
| 3.  | Estados Unidos | 23,0 |
| 4.  | Rusia          | 13,1 |
| 5.  | Jordania       | 9,2  |
| 6.  | Arabia Saudita | 6,5  |
| 7.  | Egipto         | 5,0  |
| 8.  | Brasil         | 4,7  |
| 9.  | Vietnam        | 4,6  |
| 10. | Túnez          | 4,1  |